# 퓌두역
퓌두역(프랑스어: Gare de Puidoux)은 스위스 보주의 퓌두 지자체에 위치한 기차역이다. 2018년까지 퓌두 –셰브르역으로 알려져 있었다. 스위스 연방 철도가 소유한 표준궤 로잔-베른선과 브베-셰비르선의 서쪽 종점에 있는 중간 정류장이다.

## 운행편
2020년 12월 시간표 변경에 따라 퓌두에서 다음 서비스가 정차한다.
- RER 보 :
  - S4/S6 : 로잔과 팔레지유 사이에 30분마다 운행; 알라망까지 매시간 운행; 평일 팔레지유에서 로몽까지 러시아워 운행
  - S7 : 브베까지 매시간 운행.
  - S9 : 로잔과 케르체르스.